# Frederick Augustus Abel
Frederick Augustus Abel (Woolwich,Londres, 17 de julio de 1826 - 6 de septiembre de 1902) fue un químico inglés, reconocido como la principal autoridad británica en explosivos.
Fue profesor de química de la Real Academia Militar desde 1851 hasta 1855 y perito gubernamental del Departamento de Guerra del Reino Unido entre 1854 y 1888.
Entre sus logros se encuentran la mejora en la fabricación del nitrato de celulosa; la invención junto a James Dewar de la cordita; un estudio, en colaboración de Andrew Noble, sobre el comportamiento de la pólvora cuando es quemada y el invento de un instrumento usado en la prueba de Abel (nombrada así por él mismo), para determinar el punto de inflamabilidad del petróleo.

## Algunas publicaciones

### Libros

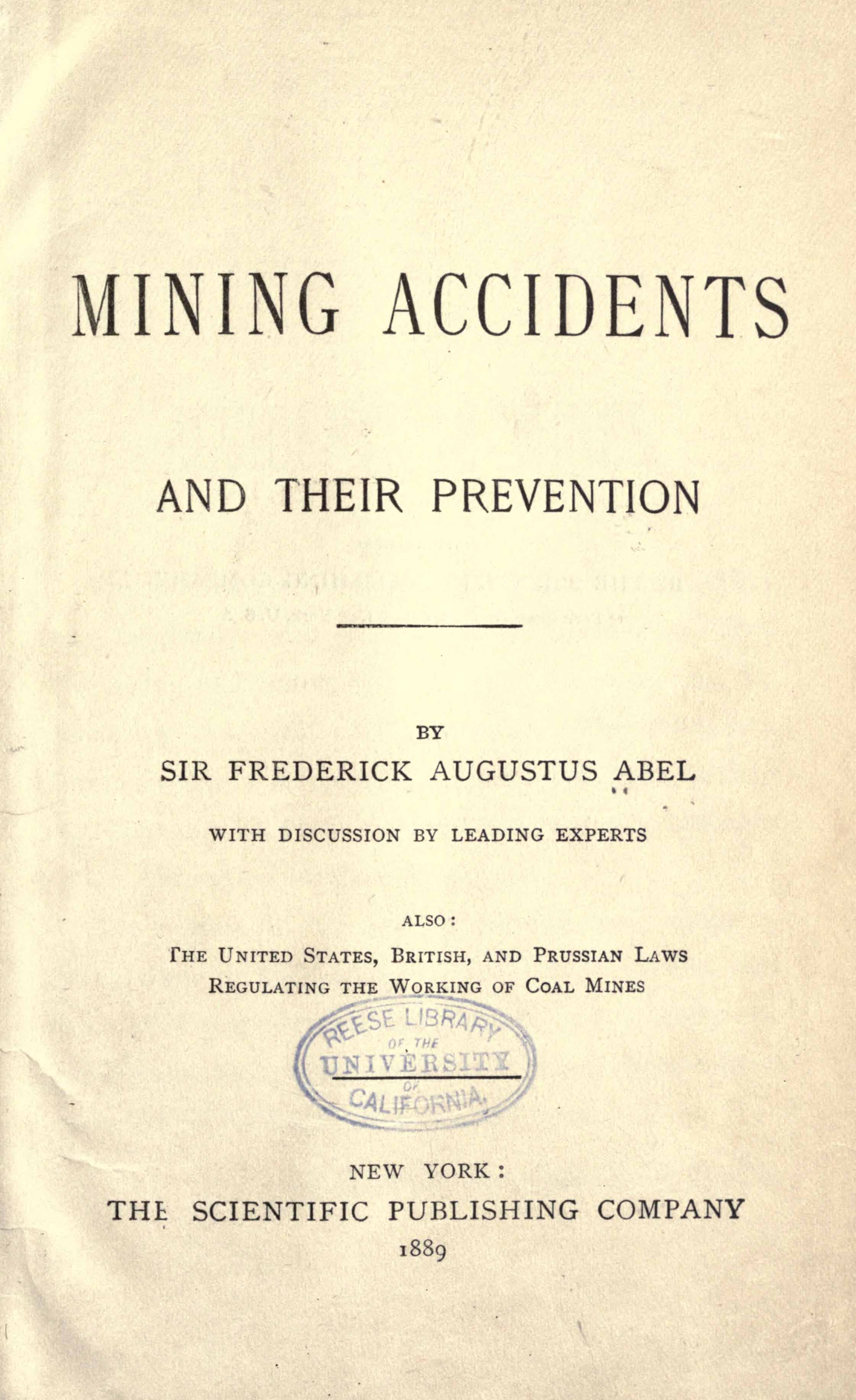
Mining accidents and their prevention, 1889

- Handbook of Chemistry (con C. L. Bloxam)
- Modern History of Gunpowder (1866)
- Gun-cotton (1866)
- On Explosive Agents (1872)
- Researches in Explosives (1875)
- Mining accidents and their prevention (en inglés). New York: Scientific publishing company. 1889.

También escribió varios artículos importantes en la novena edición de la Encyclopædia Britannica.